# 마요네즈 (영화)
"마요네즈"는 대한민국의 영화로서, 일상 속에서 벌어지는 어머니와 딸 사이의 갈등을 통해 여성의 의미를 통찰한 드라마다. 전혜성의 소설이 원작이며 연극으로도 먼저 만들어졌었다. 이 영화는 전혜성이 각색도 맡았으며, 제5회 인도 케랄라 국제 영화제에서 '그랑프리'를 수상하였다.

## 캐스팅
- 김혜자 : 엄마 역
- 최진실 : 아정 역
- 김성겸 : 아버지 역
- 원미연 : 보험여왕 역
- 권은아 : 노박 아줌마 역
- 문회원 : 편집장 역
- 김유석 : 아정 남편 역
- 송영락 : 여드름 역
- 왕유선 : 처녀 아라 역
- 윤희정 : 처녀 아영 역
- 류현경 : 중학생 아정 역
- 강철수 : 재단사 역
- 이인옥 : 예살 아줌마 역
- 한명환 : 곰보형사 역
- 이춘연 : 신사 역
- 고봉성 : 짜장면 배달부 역